# Papendal

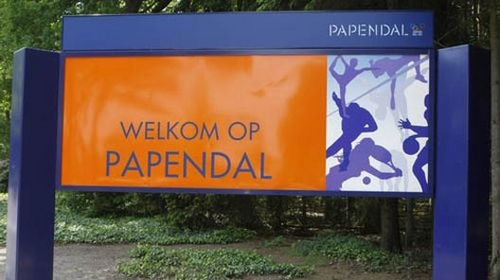
Willkommensschild

Papendal ist ein niederländisches Sportförderungszentrum auf dem Gebiet der Stadt Arnheim. Es ist Sitz des Niederländischen Sportbunds, der unter der Bezeichnung NOC*NSF zugleich Nationales Olympisches Komitee ist.

## Lage und Ausstattung

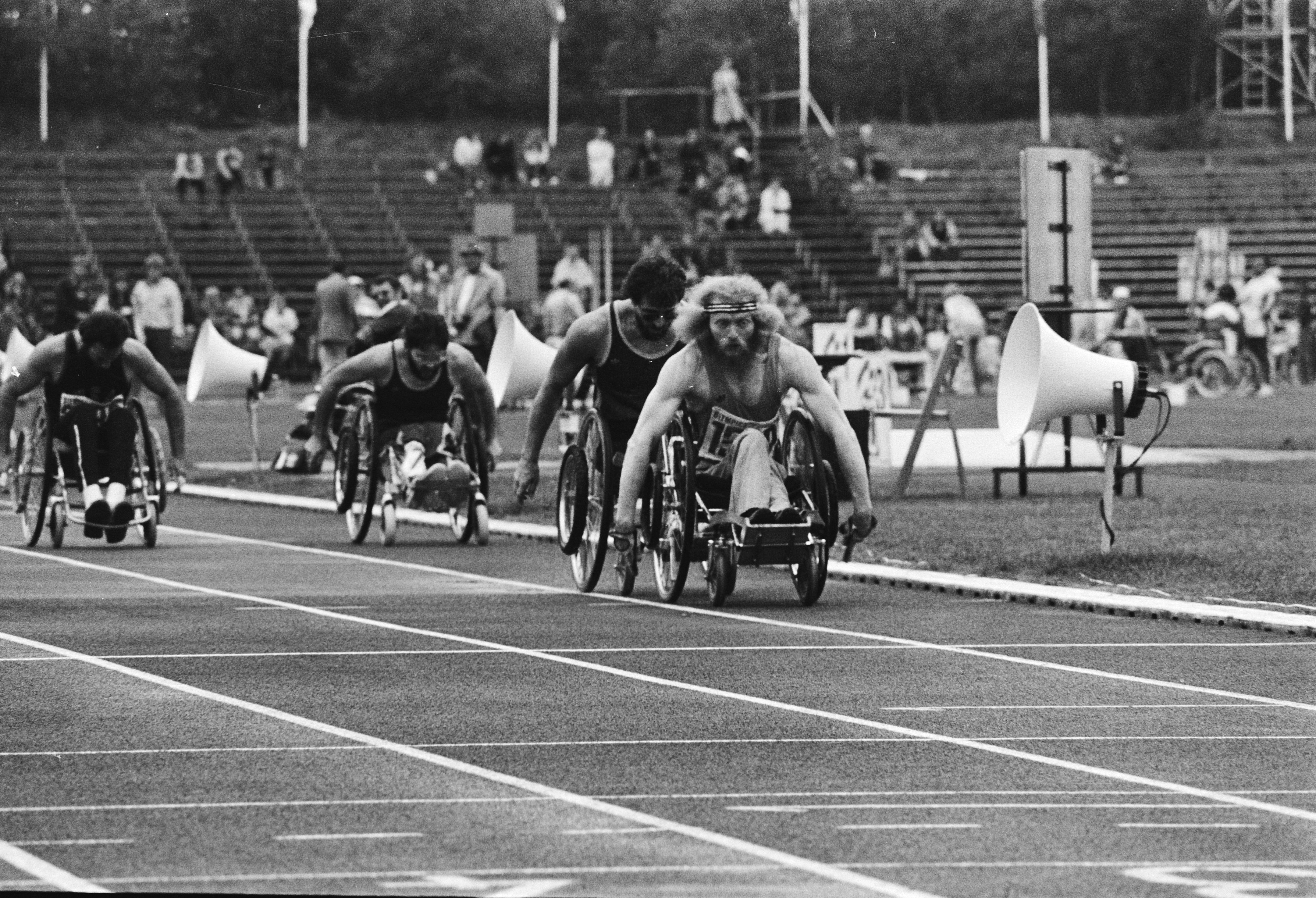
Paralympische Wettkämpfe 1980 in Papendal

Das Gelände erstreckt sich auf 160 Hektar Fläche und liegt in den Wäldern am westlichen Rand des Stadtgebiets nahe dem Ort Oosterbeek. Der Komplex beinhaltet Sportanlagen, ein Hotel, ein auf den Bedarf von Sportlern eingerichtetes Restaurant und diverse Zusatzeinrichtungen.
Die Sportanlagen umfassen unter anderem ein Leichtathletikstadion, Tennisplätze, Fußballfelder, Anlagen zum Bogenschießen und Dressurreiten, eine BMX-Bahn, ein Golfplatz und mehrere Sporthallen. Außerdem befindet sich hier das Trainingsgelände des Fußballclubs Vitesse Arnheim.

## Geschichte

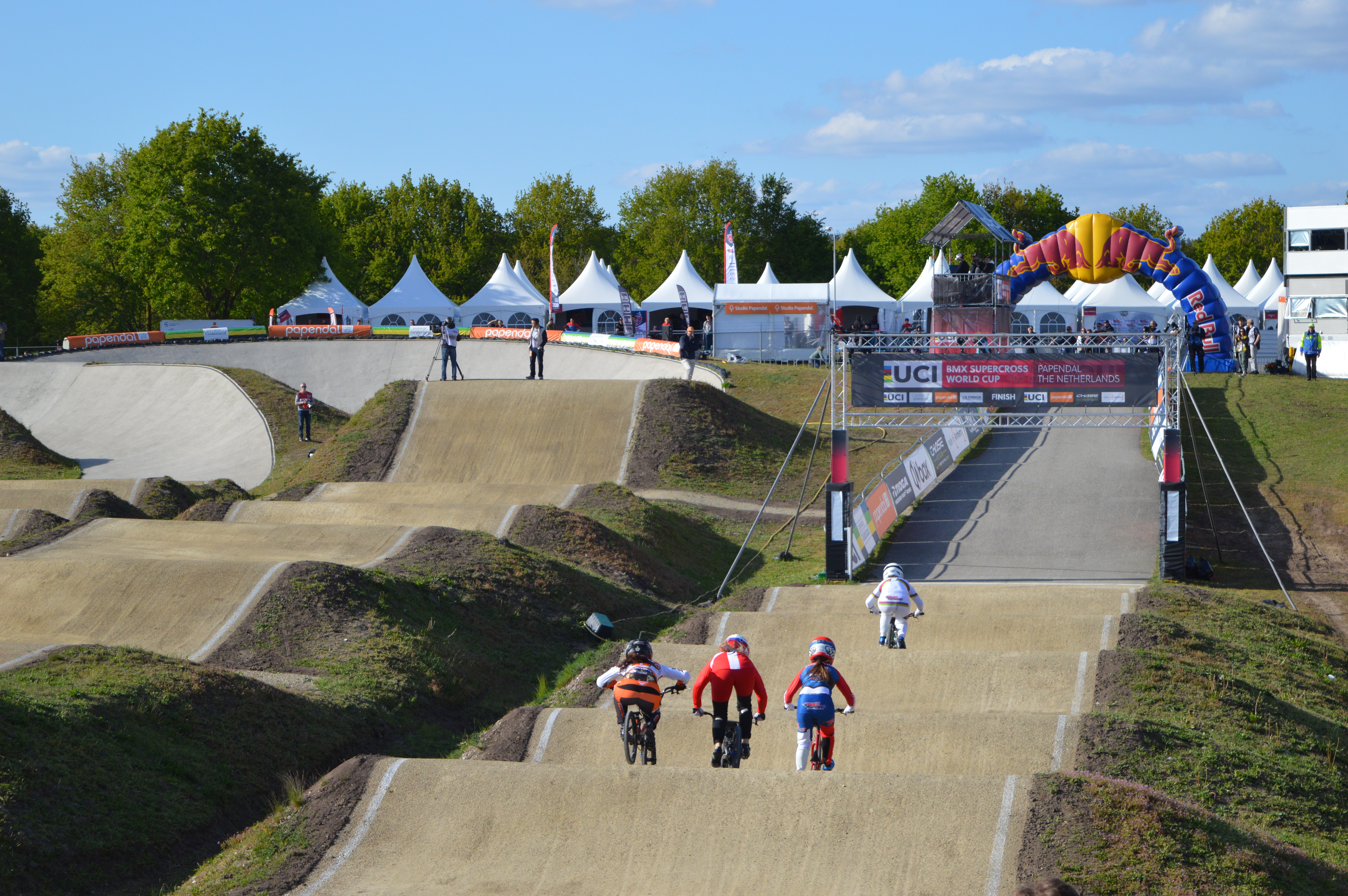
Weltcup-Rennen auf der BMX-Bahn 2019

Bereits bei der Gründung des Niederländischen Sportbunds 1959 kamen Pläne zur Einrichtung eines nationalen Sportförderzentrums zur Sprache. 1963 kaufte der Sportbund das Gelände in der Nähe von Arnheim, 1971 wurde das Zentrum durch Prinzessin Beatrix eingeweiht.
Als Arnheim die Ausrichtung der Sommer-Paralympics 1980 übernahm, fand ein Teil der Wettbewerbe in Papendal statt. 1998 verlegte Vitesse Arnheim sein Trainingsgelände hierher, das 2013 nochmals vergrößert wurde. Mitte der 2000er Jahre wurde in Papendal eine Handball-Akademie eingerichtet, die seither wesentlich zum Erfolg der niederländischen Nationalmannschaften beitrug. Seit der Anlage der BMX-Bahn 2011 fand nahezu jedes Jahr ein Lauf des UCI-BMX-Racing-Weltcups in Papendal statt.